# Linda Carlson
Linda Carlson (* 12. Mai 1945 in Knoxville, Tennessee; † 26. Oktober 2021 in Gaylordsville, Litchfield County, Connecticut) war eine US-amerikanische Schauspielerin. Sie wirkte von Mitte der 1970er Jahre bis Anfang der 2000er Jahre überwiegend in Fernsehfilmen und -serien mit.

## Leben
Nach der Highschool besuchte Carlson die University of Iowa, die sie 1967 mit dem Bachelor of Arts abschloss. Von 1971 bis 1989 war sie mit dem Schauspieler Philip Charles MacKenzie verheiratet. Ab 1977 begann sie ihre Schauspielkarriere durch ihre Mitwirkung in 13 Episoden der Fernsehserie Westside Medical in der Rolle der Dr. Janet Cottrell. Von 1978 bis 1979 verkörperte sie die Figur Katie McKenna in Kaz & Co. In den folgenden Jahren spielte sie Episodenrollen und war auch in Filmproduktionen zu sehen. Von 1995 bis 1997 war sie in der Fernsehserie Murder One in insgesamt 22 Episoden in der Rolle der Judge Beth Bornstein zu sehen.

## Filmografie
- 1977: Westside Medical (Fernsehserie, 13 Episoden)
- 1977: Kojak – Einsatz in Manhattan (Kojak) (Fernsehserie, Episode 5x04)
- 1978–1979: Kaz & Co (Kaz) (Fernsehserie, 23 Episoden)
- 1980: WKRP in Cincinnati (Fernsehserie, Episode 3x05)
- 1981: Lou Grant (Fernsehserie, Episode 4x09)
- 1981: Pals (Kurzfilm)
- 1982: Quincy (Quincy, M. E.) (Fernsehserie, Episode 7x10)
- 1983: Remington Steele (Fernsehserie, Episode 1x14)
- 1983: Sutters Bay (Fernsehfilm)
- 1984: Chefarzt Dr. Westphall (St. Elsewhere) (Fernsehserie, Episode 2x10)
- 1984: The Mississippi (Fernsehserie, Episode 2x17)
- 1984: Victims for Victims: The Theresa Saldana Story (Fernsehfilm)
- 1985: Agentin mit Herz (Scarecrow and Mrs. King) (Fernsehserie, Episode 2x23)
- 1985: Unter Brüdern (Brothers) (Fernsehserie, Episode 2x05)
- 1985: Cagney & Lacey (Fernsehserie, Episode 5x05)
- 1985–1987: Newhart (Fernsehserie, 8 Episoden)
- 1987: Unser lautes Heim (Growing Pains) (Fernsehserie, Episode 2x22)
- 1987: Mr. President (Fernsehserie, Episode 1x04)
- 1987: Ein Vater zuviel (My Two Dads) (Fernsehserie, Episode 1x04)
- 1989: Zeit der Sehnsucht (Days of Our Lives) (Fernsehserie, 8 Episoden)
- 1990: Christine Cromwell (Fernsehserie, Episode 1x04)
- 1990: Ein gesegnetes Team (Father Dowling Mysteries) (Fernsehserie, Episode 3x10)
- 1992: Baby Talk (Fernsehserie, Episode 2x13)
- 1992: Liebling, jetzt haben wir ein Riesenbaby (Honey, I Blew Up the Kid)
- 1993: Stage Fright – Eine Gurke erobert Hollywood (The Pickle)
- 1993: Die Beverly Hillbillies sind los! (The Beverly Hillbillies)
- 1994: Wird Annie leben (A Place for Annie) (Fernsehfilm)
- 1994: Ein Strauß Töchter (Sisters) (Fernsehserie, Episode 5x02)
- 1995: Double Rush (Fernsehserie, Episode 1x03)
- 1995: Space 2063 (Space: Above and Beyond) (Fernsehserie, Episode 1x02)
- 1995–1997: Murder One (Fernsehserie, 22 Episoden)
- 1996: Moloney (Fernsehserie, Episode 1x05)
- 1997: High Incident – Die Cops von El Camino (High Incident) (Fernsehserie, Episode 2x20)
- 1997: Pretender (Fernsehserie, 2 Episoden)
- 1997: Immer wieder Fitz (Cracker) (Fernsehserie, Episode 1x01)
- 1997: The Song of the Lark (Kurzfilm)
- 1997–1999: Clueless – Die Chaos-Clique (Clueless) (Fernsehserie, 4 Episoden)
- 1998: Michael Hayes – Für Recht und Gerechtigkeit (Michael Hayes) (Fernsehserie, Episode 1x18)
- 1999–2001: New York Cops – NYPD Blue (NYPD Blue) (Fernsehserie, 2 Episoden)
- 2001: Roadside Assistance (Kurzfilm)
- 2001: Providence (Fernsehserie, Episode 3x16)
- 2001: The Song of the Lark (Fernsehfilm)
- 2002: Passions (Fernsehserie, 2 Episoden)